# Nacimiento (Spanien)
Nacimiento ist ein Ort und eine spanische Gemeinde in der Comarca Filabres-Tabernas der Provinz Almería in der Autonomen Gemeinschaft Andalusien. Die Bevölkerung von Nacimiento bestand im Jahr 2024 aus 501 Einwohnern. Zur Gemeinde gehören die Ortschaften Gilma, Gilma el Viejo, Los Rojas, Los Sanchos und Rambla Encira. 

## Geografie
Nacimiento liegt im Landesinneren der Provinz Almería in einer Höhe von ca. 810 m. Die Provinzhauptstadt Almería liegt in etwa 23 Kilometer südsüdöstlicher Entfernung. Durch die Gemeinde führt die Autovía A-92.

## Bevölkerungsentwicklung
| Jahr      | 1970 | 1981 | 1991 | 2001 | 2011 | 2021 |
| Einwohner | 966  | 688  | 490  | 509  | 511  | 485  |

## Sehenswürdigkeiten
- Kirche Unsere Liebe Frau (Iglesia de Nuestra Señora De Las Angustias) aus dem 18. Jahrhundert
- Kreuzkapelle (Capilla de la Cruz de Mayo) aus dem 18. Jahrhundert